# Numb (Dotan)
Numb is een single van de Nederlandse zanger Dotan.
De single kwam uit op 29 mei 2019. In het nummer verwijst de zanger naar de ophef over zijn nepaccounts.